# 若佐博之
若佐 博之（わかさ ひろゆき、1939年12月17日 -  ）は、日本の銀行家。山陰合同銀行頭取を務めた。

## 来歴・人物
島根県出身。1963年に日本大学商学部を卒業し、同年に山陰合同銀行に入行した。1994年6月に取締役に就任し、1995年6月に常務、1999年6月に専務を経て、、2001年6月に副頭取に就任し、2002年6月には頭取に昇格。2007年6月から2010年6月までに会長を務めた。
日本棋院松江支部理事・副支部長、社会福祉法人島根県共同募金会会長でもあり、2020年には、第49回大倉喜七郎賞を受賞した(有澤寛（日本棋院松江支部支部長、山陰中央テレビジョン放送株式会社会長）との同時受賞）。